# Casco corintio

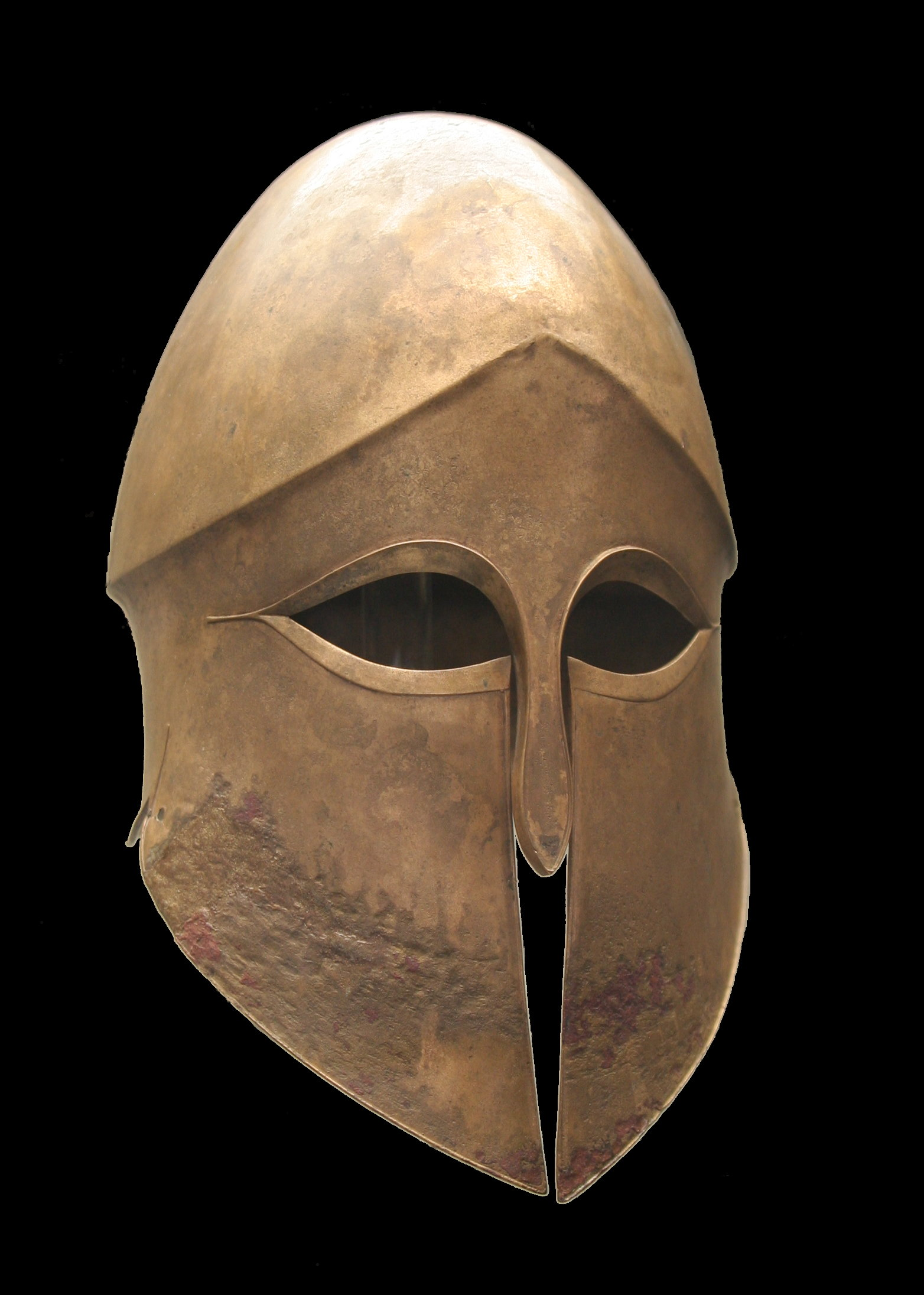
Casco corintio de bronce, de aproximadamente el año 500 a. C. Staatliche Antikensammlungen (Inv. 4330)

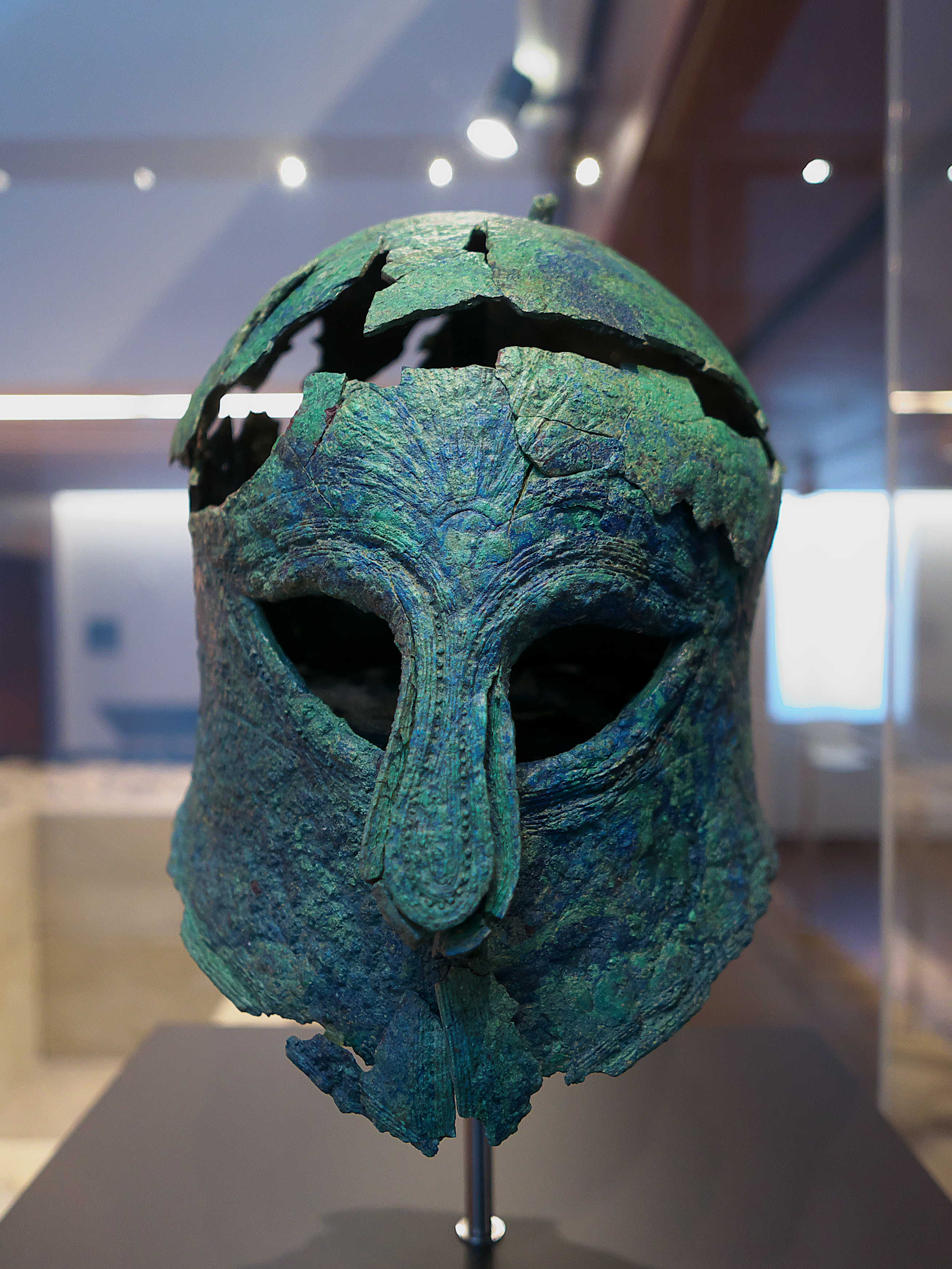
Museo de Málaga

El casco corintio (en griego antiguo, κόρυς κορινθίη, y en griego κάσκα κορινθιακή) fue un modelo de casco de bronce originado en la antigua Grecia y que toma su nombre del área de Corinto. Este tipo de yelmo también era llamado "krános". En sus últimos diseños el casco cubría completamente la cabeza y el cuello, con aberturas para los ojos y la boca. Una protección curvada servía para proteger la parte trasera del cuello, de forma similar a las que aparecieron más tarde en los cascos de la antigua Roma, en los cascos españoles e italianos de los siglos XV y XVI como el capacete, el morrión, la celada y la borgoñota, o en el Stahlhelm alemán.

## Datos arqueológicos
Aparentemente, teniendo en cuenta las evidencias arqueológicas y artísticas, el casco corintio fue el casco más popular de los periodos arcaico y clásico. Extraordinariamente popular a partir de los siglos V y IV a. C., cuando se llegó a fabricar en cantidades industriales, este tipo de yelmo se expandió por todo el mediterráneo helénico o semi-helenizado. Más delante, el estilo fue evolucionando al casco tipo pylos, que era menos caro de fabricar y no obstruía los sentidos de la vista y del oído del soldado. Se han encontrado numerosos ejemplos de cascos corintios en excavaciones, y aparecen representados en muchas ocasiones en las ilustraciones de las cerámicas.
El casco corinto ha aparecido en más esculturas que ningún otro casco. Parece que los propios griegos lo asociaban de forma romántica con la gloria del pasado. Los romanos, por su parte, también lo reverenciaban en parte, haciendo copias de los originales griegos en sus propias esculturas.
De la poca evidencia pictórica que nos ha llegado del ejército de la República romana, parece que en Italia el casco corintio evolucionó a un nuevo casco más parecido a los utilizados hoy en día para montar a caballo, en dónde la protección para la nariz y las aberturas de los ojos se convertían en casi meras decoraciones con poca utilidad real.

## Datos literarios
Heródoto menciona el casco corintio en su obra Historia cuando escribe sobre los maclíes y auseos, dos tribus que vivían a lo largo del río Tritón en la antigua Libia (aunque la porción de la antigua Libia que describe parece más probablemente la moderna Túnez).
Estas dos tribus elegían anualmente dos equipos de las más puras doncellas que luchaban entre ellas de forma ceremonial con palos y piedras durante el festival en honor a la diosa virgen Atenea. Se vestían con la panoplia de la mejor calidad, portando igualmente un casco corintio. Se consideraba que aquellas mujeres que sucumbían a sus heridas durante la lucha habían sido castigadas por la diosa por haber mentido acerca de su virginidad (Historia, iv.180).

## Adorno superior
La parte superior del yelmo, cimera o penacho no tenía en principio una función de distinción militar según grado o rango. Este tipo de elemento de protección básica formaba parte de la panoplia de los hoplitas, base fundamental de los ejércitos de las ciudades-estado y formados normalmente por pequeños o medianos propietarios que debían costearse sus armas: la revolución política descrita por Aristóteles en la obra de su mismo nombre significó su primacía dentro de los ejércitos griegos, desplazando a los caballeros. Los más ricos de entre esos propietarios podían presentarse opulentamente con su yelmo jactancioso, fabulosamente adornado según el capricho personal. A partir del siglo V a. C. los hoplitas se ponían penachos o plumas con los colores distintivos de su ciudad-estado, pero en modo alguno se exigía ello ni tenía por qué ser lo más frecuente.

## Lecturas relacionadas
- Lendon, J.E., Soldiers and Ghosts, A History of Battle in Classical Antiquity (2005)
- Rodríguez Segovia, Constanza; Núñez Pariente de León, Esther (2015) Estudio y restauración de un casco griego del museo de Málaga. Revista ph, n.º 88, 2015, pp. 128-145